# Valmontone
Valmontone è un comune italiano di 15 672 abitanti della città metropolitana di Roma Capitale nel Lazio, situato su un rialzo tufaceo, lungo la via Casilina a circa 35 km dalla capitale.

## Geografia fisica

### Territorio
(Charles Dickens - Pictures from Italy, 1846)

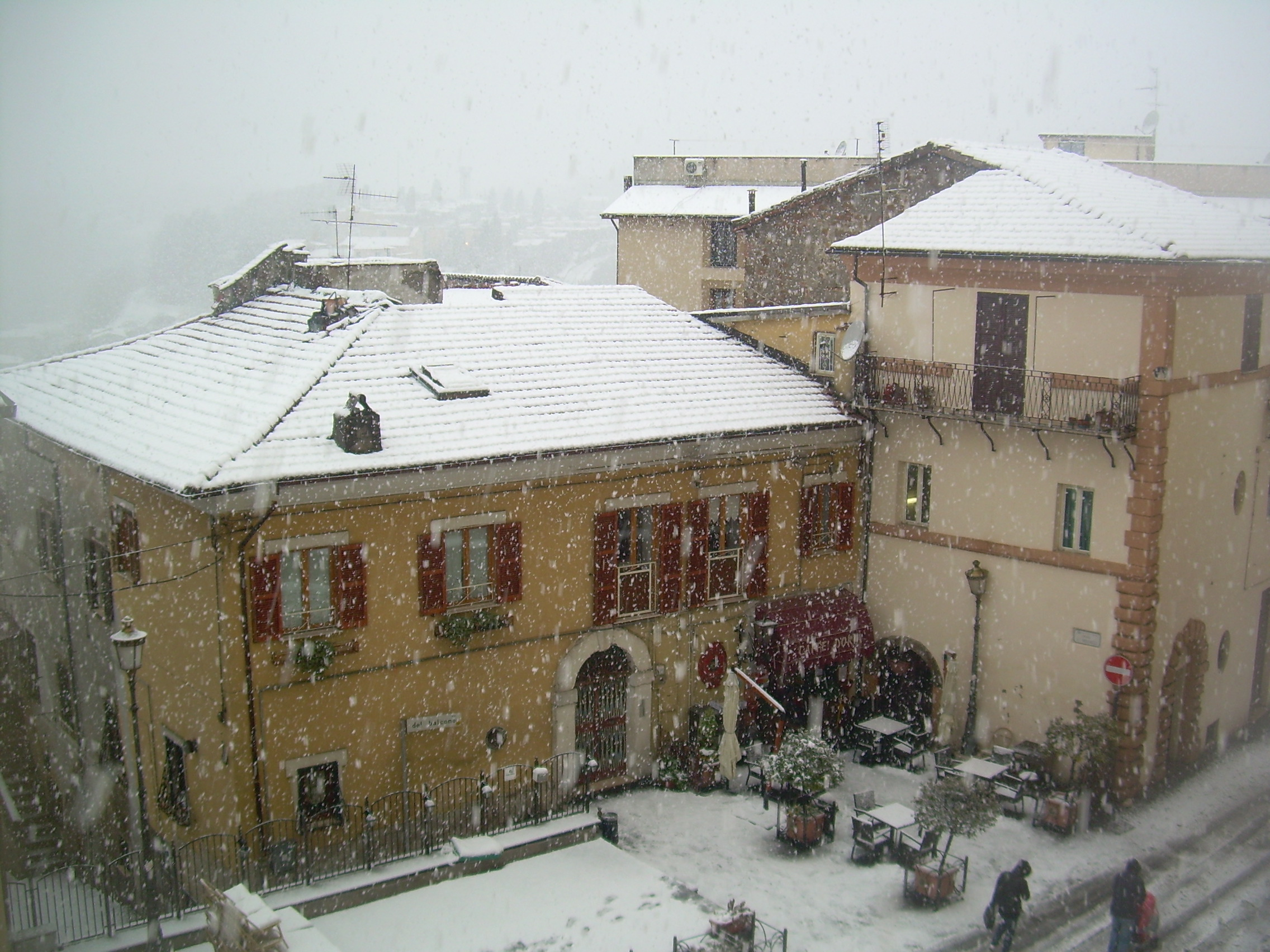
Valmontone sotto la neve del 3 febbraio 2012.

Valmontone ha un'altitudine di circa 303 m s.l.m. ed è parte di un sistema orografico formato da piccole valli, e modesti rilievi.
Il territorio rientra nel bacino idrografico dell'Alta Valle del Sacco, e difatti il piccolo fiume si incontra al confine tra i comuni di Valmontone e Colleferro, attraversato da un ponte. Il sottosuolo è inoltre ricco di acque e falde freatiche.

### Clima
- Classificazione climatica: zona D, 1715 GR/G

Nonostante la modesta altitudine renda il territorio considerabile "bassa collina" ("collina interna"), Valmontone gode di un clima di tipo mediterraneo, benché in inverno non siano rari fenomeni di gelate o neve.

### Sismicità
- Classificazione sismica: zona 2 (sismicità media)

## Storia

### Epoca romana
Il territorio che circonda Valmontone è stato abitato fin da tempi antichi: tuttavia le prove archeologiche non permettono ancora oggi di stabilire se fosse esistito o meno un vero e proprio insediamento urbano. Una ipotesi fu portata avanti nel XVIII secolo dall'antiquario Francesco de' Ficoroni, che identificò alcuni resti nelle campagne di Lugnano come antiche vestigia di “Labicum”, colonia albana, la cui reale posizione geografica non è ancora chiara, benché la localizzazione più probabile sarebbe tra gli attuali comuni di Monte Compatri e Colonna. Lugnano cambiò nome in Labico nel 1880, mentre Valmontone sostituì lo stemma allora in uso con quello attuale che rappresenta un guerriero labicano.
Un'altra ipotesi più recente e fattibile è l'identificazione con l'antica Tolerium (o Toleria), città laziale distrutta dai Volsci nel V secolo a.C.

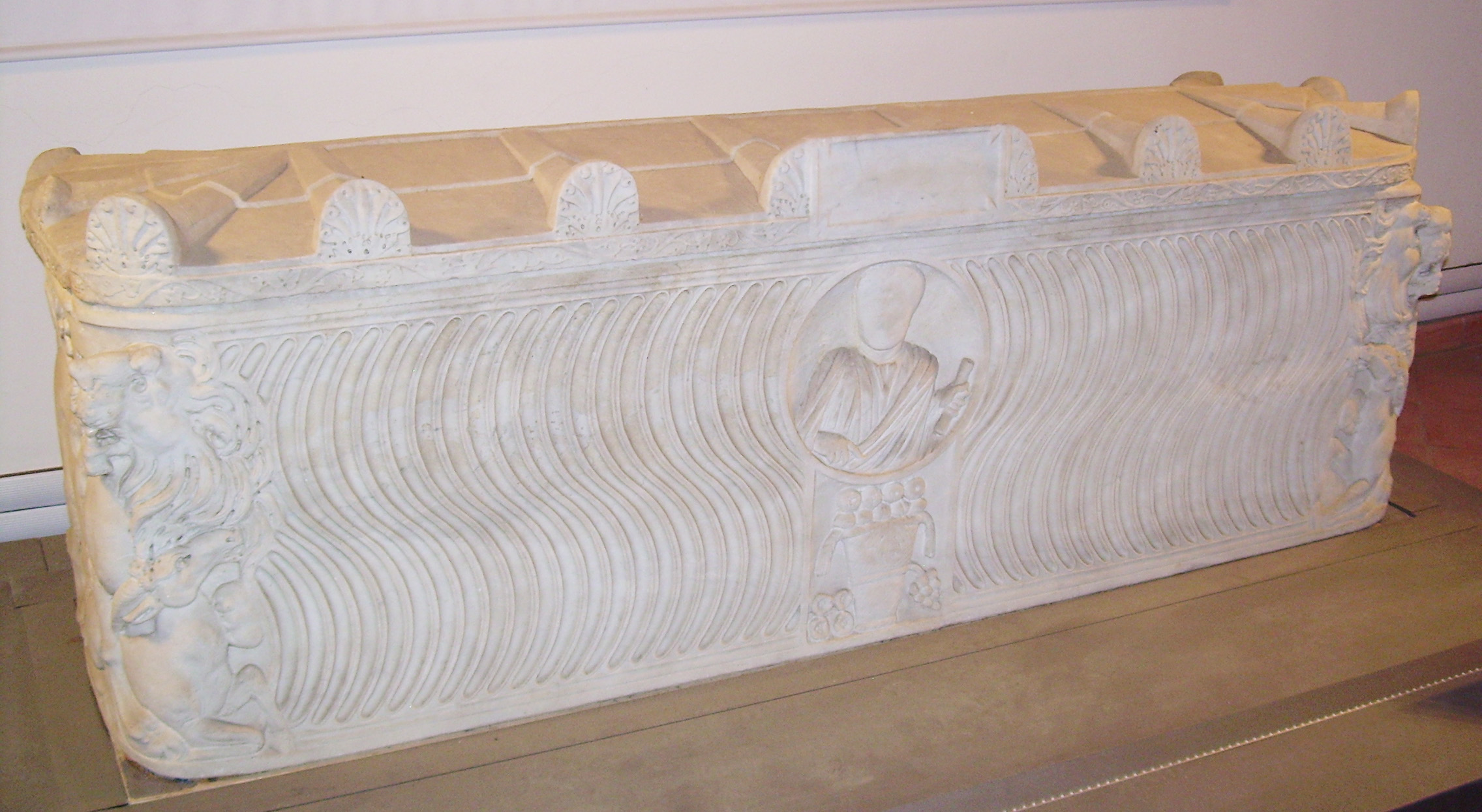
Sarcofago marmoreo del III secolo d.C. rinvenuto nel 1936 in contrada Colle Vallerano

In territorio valmontonese è archeologicamente provato che vi transitasse la via Labicana (alcuni resti sono visibili a Colle San Giovanni) ed è certa la presenza di strutture di epoca romana, dal momento che sono stati rinvenuti numerosi reperti: si va dalle epigrafi latine rinvenute nel 1789 ad alcuni sarcofaghi di epoca imperiale. Inoltre, nel 1996-1998, durante i lavori per la linea AV sono riemersi i resti di varie strutture, le più importanti sono le "carbonaie" di Colle Carbone, il sito produttivo di Colle dei Lepri, la statio di Colle Pelliccione, comprensiva di un piccolo complesso termale, collegata alla vicina Via Labicana.

### Medioevo ed epoca moderna
La storia della Valmontone odierna inizia comunque nel Medioevo. Risale al 1052 la prima menzione finora rinvenuta dell'esistenza di un castrum, una cittadella fortificata, definito come Castrum Lateranensis, in quanto patrimonio della Chiesa: tuttavia, già nell'VIII secolo dei Benedettini avevano fondato il convento di San Zosimo sull'attuale Colle Sant'Angelo. Inoltre a Colle Sant'Ilario sorgono i resti di un complesso religioso formato dalle catacombe paleocristiane utilizzate fino al IV secolo d.C., dal cimitero in uso fino al VII secolo d.C. e la basilica edificata intorno all'VIII secolo d.C. su parte del cimitero.
Il nome Vallis Montonis appare per la prima volta in un documento del 1139, con il significato di "valle sovrastata da un monte" oppure "valle sovrastata dal Montone", cioè la piccola altura su cui sorge il centro storico, affacciata ad occidente sulla valle del Casaleno (Prato della Madonna).
Nel 1208 Innocenzo III della famiglia dei Conti acquistò la terra di Valmontone e l'affidò in gestione al fratello Riccardo conte di Sora. In questo fiorente periodo Valmontone fu meta ricercata da importanti personaggi come re Carlo VIII di Francia, Urbano VI ed altri pontefici.
Successivamente (prima metà del Cinquecento) alleanze sbagliate portarono Valmontone in disgrazia, finché, nel febbraio del 1528 il paese fu saccheggiato dai lanzichenecchi di Carlo V: in uno di questi assalti, Valmontone fu messa a ferro e fuoco, e gli archivi bruciarono, provocando il "buio" riguardante la storia antica del paese.
Nel 1575 il feudo passò agli Sforza e nel 1634 iniziò, previa compravendita delle terre, la breve parentesi di Taddeo Barberini: egli cominciò la demolizione del vecchio castello fortificato, con l'intenzione di costruire un nuovo palazzo, di gusto più moderno. Tuttavia realizzerà solo un'esigua parte dell'edificio.
Dal 1651 Valmontone è compresa nelle proprietà del principe Camillo Pamphilj, per la cui famiglia fu eretta in principato. Il principe voleva realizzare una sorta di utopica città ideale, la Città Pamphilia, e promosse la costruzione di svariate opere architettoniche per elevare Valmontone da semplice feudo al rango di città.
Lo zio paterno, il papa Innocenzo X, visitò la cittadina nel 1662, e soggiornò nel Palazzo Doria.
Nel XVIII secolo, i Pamphilj rischiavano di estinguersi, così, con un matrimonio ad hoc, la famiglia si fuse con i Doria-Landi, diventando Doria-Landi-Pamphilj.
Nel 1843 Valmontone ricevette la visita di papa Gregorio XVI.

### La seconda guerra mondiale
Durante la seconda guerra mondiale Valmontone subì ingenti danni. Nel 1944, gli Alleati pianificarono lo sbarco di Anzio con l'obiettivo di riprendere il controllo su Roma. Valmontone, trovandosi sulla strada per la capitale, era un obiettivo sensibile, in quanto situato sulla Via Casilina e sulla ferrovia Roma-Cassino-Napoli.
Quindi, nel maggio-giugno 1944, gli Alleati attaccarono ripetutamente la città con bombardamenti aerei a tappeto, ipotizzando la presenza di soldati tedeschi asserragliati al suo interno. Valmontone fu colpita pesantemente: l'80% dei suoi edifici fu raso al suolo, i restanti ne uscirono comunque notevolmente danneggiati e pericolanti.
Per i danni subiti e per il valore dimostrato alla fine della seconda guerra mondiale la città fu insignita della Medaglia d'argento al Valor Militare.

### Simboli
Lo stemma è stato riconosciuto con D.P.C.M. del 27 maggio 1961.
Lo stemma è d'azzurro, con un guerriero labicano che impugna con la mano destra una lancia d'argento e con la sinistra uno scudo ovale, anch'esso d’argento; su quest'ultimo è raffigurata un'aquila di nero su una campagna di rosso, sormontata dalla scritta PICTI SCUTA LABICI in caratteri neri; dallo scudo pende un drappo azzurro con uno stemma inquartato: nel primo e nel quarto due file di scacchi argentati e rossi; nel secondo e nel terzo tre monti all'italiana di verde su fondo d'argento. Ornamenti esteriori da Città.
Il gonfalone, concesso con D.P.R. del 6 giugno 1961, è un drappo tagliato di giallo e di rosso.

## Monumenti e luoghi d'interesse
Per via della ricostruzione successiva, la città ha perso il suo aspetto medievale-barocco, se non in alcuni preziosi scorci del centro storico, miracolosamente scampati alla guerra e al dopoguerra.

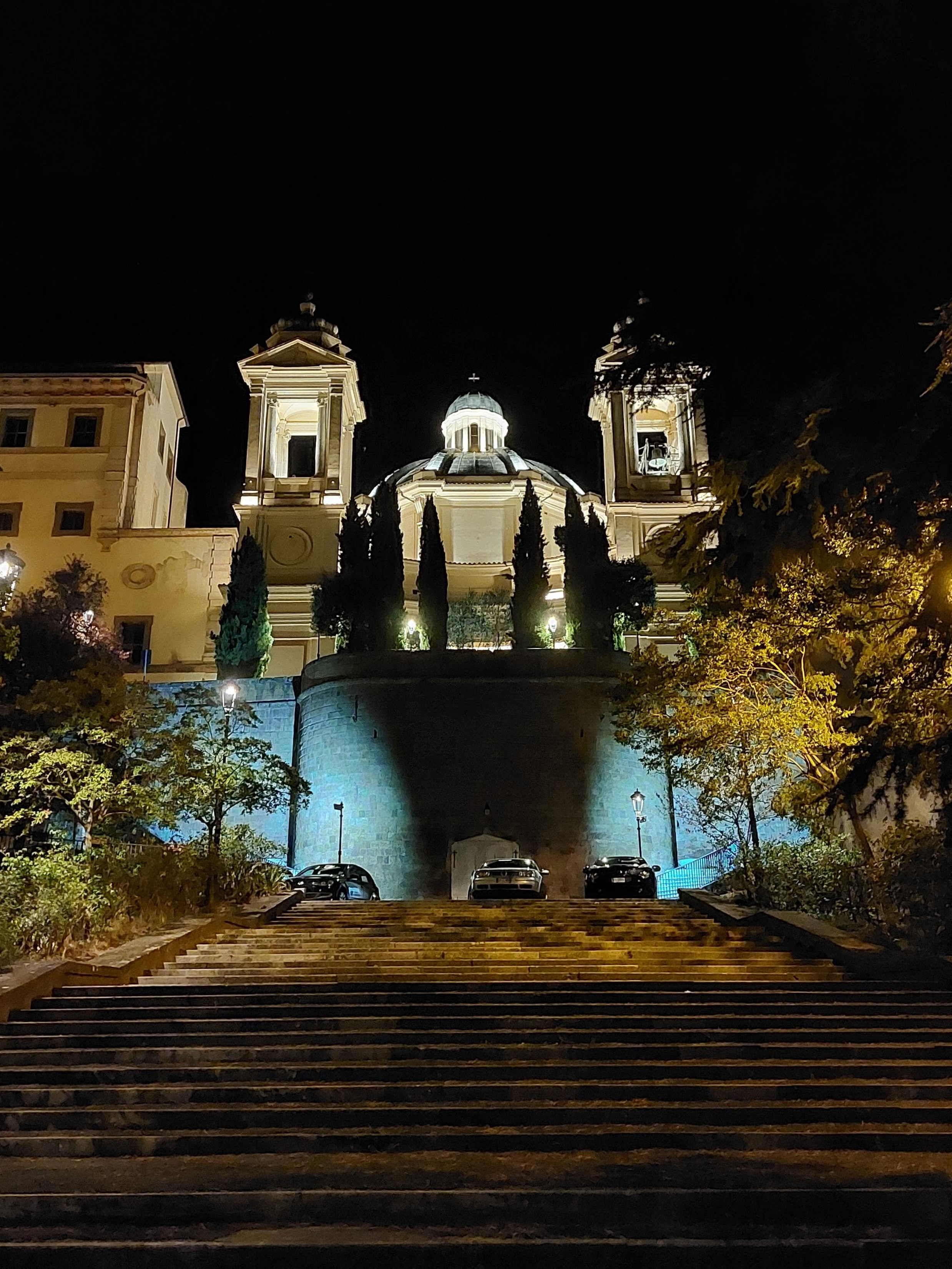
Santa Maria dell'Assunta ("la Collegiata")

### Architetture religiose

#### La Collegiata
La chiesa di Santa Maria dell'Assunta fu costruita sull'omonimo tempio gotico del XII secolo, per volere di Gianbattista Aldobrandini Pamphilj, nell'ambito del rinnovamento del paese voluto dal padre Camillo Pamphilj, morto nel 1666: i lavori cominciarono intorno al 1683 e terminarono nel 1689. I resti della precedente struttura, ormai troppo piccola per il paese in fase di crescita, sono stati rinvenuti nei sotterranei di Palazzo Doria-Pamphilj, mentre tratti dei vecchi muri sono incastonati nelle pareti del cortile retrostante la chiesa attuale. :La nuova struttura fu progettata dall'architetto Mattia de Rossi, fidato allievo del Bernini, con cui si occupò della costruzione di Chiesa di Santa Maria in Montesanto, a Roma: De Rossi si rifece proprio a questa chiesa per il disegno della pianta del nuovo edificio, mentre per l'esterno e la facciata, si ispirò a Sant'Agnese in Agone a Piazza Navona, realizzata da Borromini. Quindi si tratta di una chiesa a pianta ellittica, con quattro cappelle simmetriche rispetto all'asse centrale che dà sull'altare. Internamente alla chiesa si possono vedere alcuni elementi risalenti alla precedente struttura gotica, come il vecchio fonte battesimale all'ingresso di destra, e una striscia di mosaico su uno scalino. Esternamente la chiesa si presenta con un pronao concavo decorato da quattro colonne a capitello ionico, compreso tra i due campanili gemelli. L'elegante cupola non è circolare, ma ellittica, per seguire la pianta dell'edificio.
Opere conservate nella chiesa:
- Cappella del Crocifisso: "Crocifissione", quadro di Giacinto Brandi (1623-1691), databile tra il 1683 e il 1691[18]
- Cappella di San Francesco: "Estasi di san Francesco", tela attribuita a Stefano Pozzi (1699-1768), realizzata attorno alla metà del secolo XVIII[18]
- Cappella del Rosario: "Madonna del Rosario", quadro di Agostino Scilla (1629-1700), risalente agli anni Ottanta del Seicento[18]
- Sacrestia: "Madonna tra i santi Luca e Giovanni Evangelista", dipinto attribuito a Giovanni Conca da Gaeta (1690-1771) , secondo quarto del secolo XVIII[18]
- Altare maggiore: "Assunzione della Vergine", opera di Lorenzo Gramiccia (1702-1785) della metà del Settecento[18]
- Cappella del Suffragio: "San Michele arcangelo", quadro attribuito a Giovanni Conca, datato alla metà del Settecento, e "Adorazione dei pastori", di autore ignoto[18][19]
- Cappella dell'Annunciazione: "Annunciazione" attribuita a Ciro Ferri (1634-1689) e Pietro Lucatelli (1637-1710), collocabile tra il 1683 e il 1689[18]
- Cappella di San Nicola: "San Nicola tra i santi Ilario, Bernardo e Benedetto abate", tela di Pietro Lucatelli[18]
- Statua di San Luigi Gonzaga, su trono disegnato da Andrea Busiri Vici, architetto della famiglia Doria-Pamphilj[20]

#### Convento Sant'Angelo
Sull'omonima collina si trovano il cimitero di Valmontone e il Convento Sant'Angelo, costruiti, sembrerebbe, secondo alcune fonti storiche, sul sito di un antico tempio pagano, forse dedicato a Mercurio. Eretto nell'VIII secolo da monaci dell'Ordine Benedettino, con la chiesa dedicata a San Zosimo, fu poi convertito in convento francescano nella prima metà del XIII secolo e la chiesa fu intitolata a San Michele Arcangelo, che poi diede il nome attuale al colle: il complesso resistette fino alla guerra, quando fu praticamente polverizzato: venne ricostruito subito, in quanto simbolo molto importante nella vita dei valmontonesi. Tuttavia si possono ancora vedere alcuni preziosi resti del vecchio monastero nel chiostro, dove è visibile una serie di lunette con scene della vita di San Francesco, parte originali del 1607-1608, e nel refettorio: inoltre due campane, una del 1523, l'altra del 1744, sono in mostra nel chiostro. Nonostante i continui rimaneggiamenti nel corso dei secoli, la distruzione bellica e la ricostruzione parziale, il convento è l'edificio più antico di Valmontone che sia giunto ai giorni nostri.

#### Sant'Antonio
Anche questa piccola chiesa non scampò ai bombardamenti dell'ultimo conflitto, tuttavia è uno dei pochissimi edifici di epoca medievale a non essere andato completamente perduto. La sua vera denominazione è Santa Maria delle Grazie e fu eretta nel XI secolo in stile romanico: per la costruzione sono stati usati blocchi di tufo, la facciata arricchita da due piccole finestre cieche, una delle quali decorata da un piccolo archetto. L'interno è decorato con stucchi barocchi, una Madonna con il Figlio, e un Sant'Antonio Abate, entrambi anonimi.

#### Santuario della Madonna del Gonfalone
Costruito nel 1508 al di fuori della cerchia muraria con il titolo di Sancta Maria Nova extra Muros, in località Prato della Madonna. Nel 1738 il santuario fu restaurato e ristrutturato dall'architetto Gabriele Valvassori, che ne ridisegnò la vecchia pianta, lasciando dell'originale chiesa il portale d'ingresso e la zona absidale. L'edificio fu gravemente danneggiato durante i bombardamenti del 1944, ma fu restaurato negli anni Cinquanta: è quindi possibile ammirare ancora l'elegante portale timpanato in stile rinascimentale, recante incisa la data MDVIII, che introduce nella chiesa. Internamente sono degni di nota la zona absidale con l'altare maggiore e un affresco su tufo con una Vergine che allatta Gesù, collocabile approssimativamente tra la seconda metà del secolo XIV e la prima metà del XV.

#### Santo Stefano
La piccola chiesa, dalle linee semplici, si ritiene fosse stata costruita nel 1624 in seguito alla distruzione, nel 1557, di un'ancora più antica chiesa sita nei pressi di Porta Romana. Ampliata dal principe Pamphilj nel 1733, fu in seguito restaurata altre volte, fino al 1914 ad opera di Monsignor Oreste Giorgi: ovviamente ci sono stati i restauri post-bellici. La chiesa presenta tre altari, quello maggiore dedicato a Santo Stefano, quello a destra alla Madonna di Loreto e quello a sinistra a Sant'Anatolia; attualmente Santo Stefano è una chiesa di rito ortodosso ad uso delle comunità romene di Valmontone e dei paesi confinanti.

#### San Giovanni in Silva
Si tratta di una piccola chiesa di campagna sita a Colle San Giovanni e costruita nell'XI secolo, ma restaurata più volte; sono ancora visibili degli affreschi del XVI secolo, le due colonne dell'VIII secolo, che sorreggono il baldacchino sopra l'altare, e un'acquasantiera di epoca incerta. Resti di affreschi del Seicento, asportati per ragioni di conservazione, sono visibili nella Stanza dell'Aria di Palazzo Doria. La chiesa è tuttora utilizzata per la messa domenicale a servizio del quartiere.

#### Sant'Ilario
Il complesso è formato dalle catacombe e dai resti dell'antica basilica di Sant'Ilario, siti non lontano dalla via Casilina, in aperta campagna; le prime sono sepolture paleocristiane scavate nel IV-V secolo d.C. secondo un impianto a sei tunnel e cinque cubicoli, illuminati da pozzi di luce. Parte del complesso è all'aperto, una necropoli utilizzata dal IV al VII secolo d.C., importante per il ritrovamento di sarcofaghi in tufo decorati con colonnine a spirale. La basilica di Sant'Ilario, di 6 × 10 m, fu costruita nel IX secolo d.C. sulla necropoli, ed utilizzata per servire messa fino al XIV secolo: i ritrovamenti includono lanterne, pietre tombali, monete del IV-V secolo. Al momento il complesso non è visitabile.

#### San Sebastiano Martire
Piccola chiesa dalle linee semplici, edificata negli anni Cinquanta del Novecento, a servizio del quartiere Rinascita, in sostituzione di una più antica chiesetta rurale, distrutta dai bombardamenti.

#### Sant'Anna
La piccola chiesetta originale fu demolita nel 1973, per l'allargamento della via Casilina, mentre l'attuale complesso architettonico è stato inaugurato nel 1992.

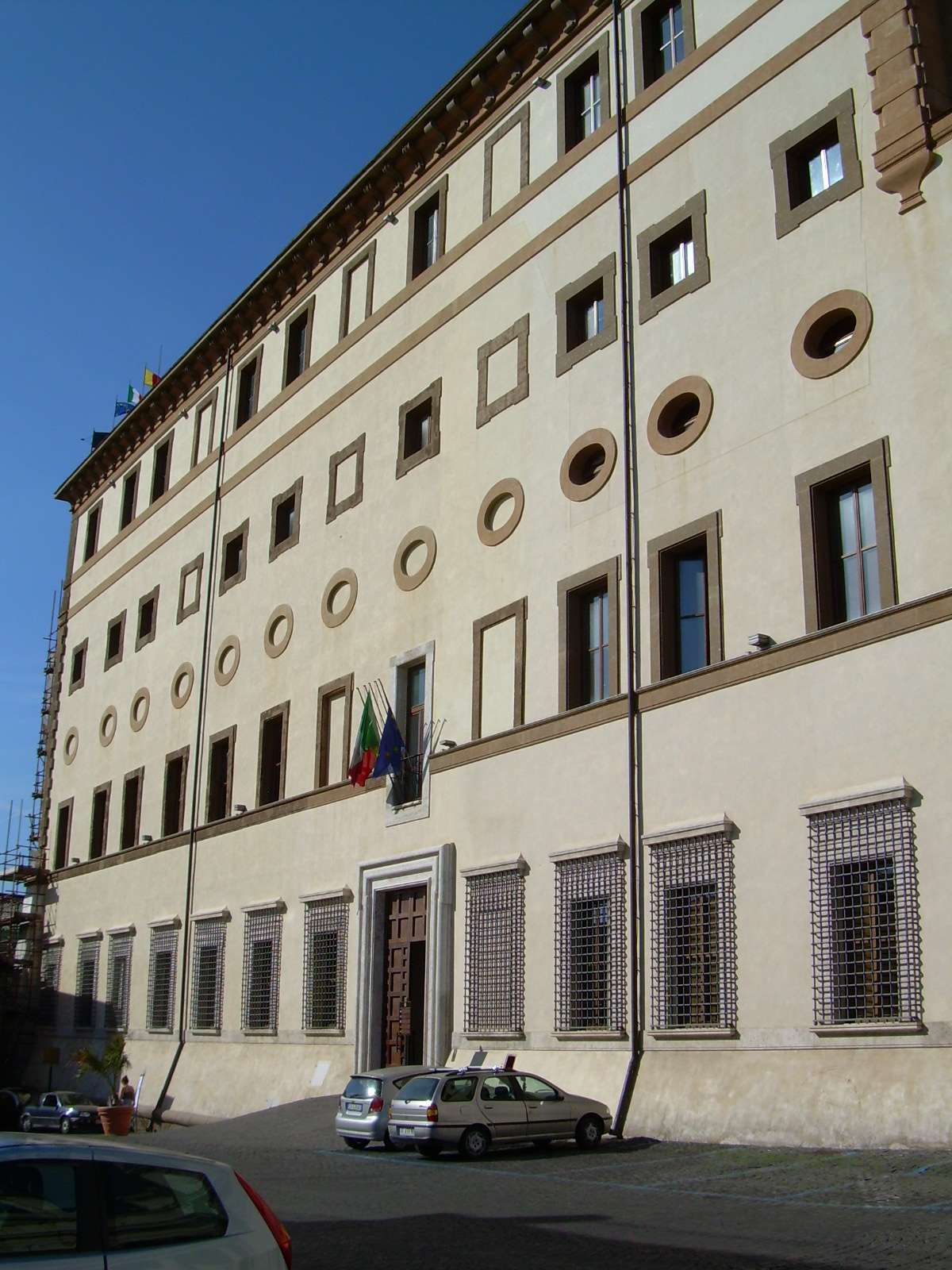
Palazzo Doria-Pamphilij dopo i restauri

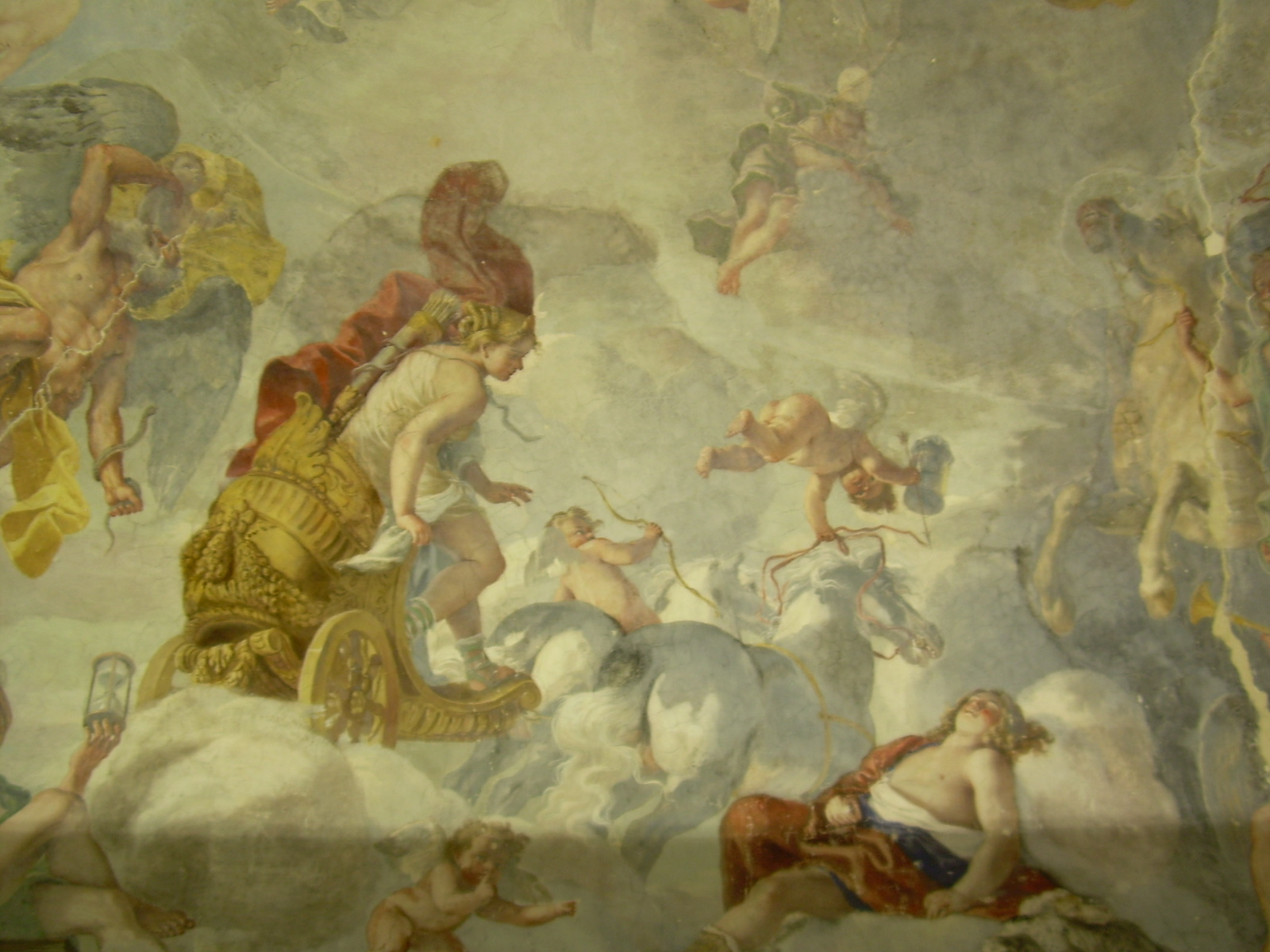
Mattia Preti, particolare dell'affresco nella Stanza dell'Aria, Palazzo Doria-Pamphilij

### Architetture civili

#### Palazzo Doria-Pamphilj
È il palazzo baronale, la cui costruzione iniziò per volere di Taddeo Barberini nella prima metà del XVII secolo, per sostituire l'antico castello medievale. Tuttavia, gran parte dei lavori furono finanziati dal principe Camillo Francesco Maria Pamphili, che ottenne il feudo nel 1651. Il piano nobile mantiene dei mirabili cicli di affreschi, realizzati da artisti del calibro di Mattia Preti, Guillaume Courtois, Francesco Cozza, Pier Francesco Mola e Gaspard Dughet. Attualmente, il palazzo ospita la biblioteca comunale, il Museo Archeologico di Valmontone e la sede della Pro loco.

#### Fontana del Colle

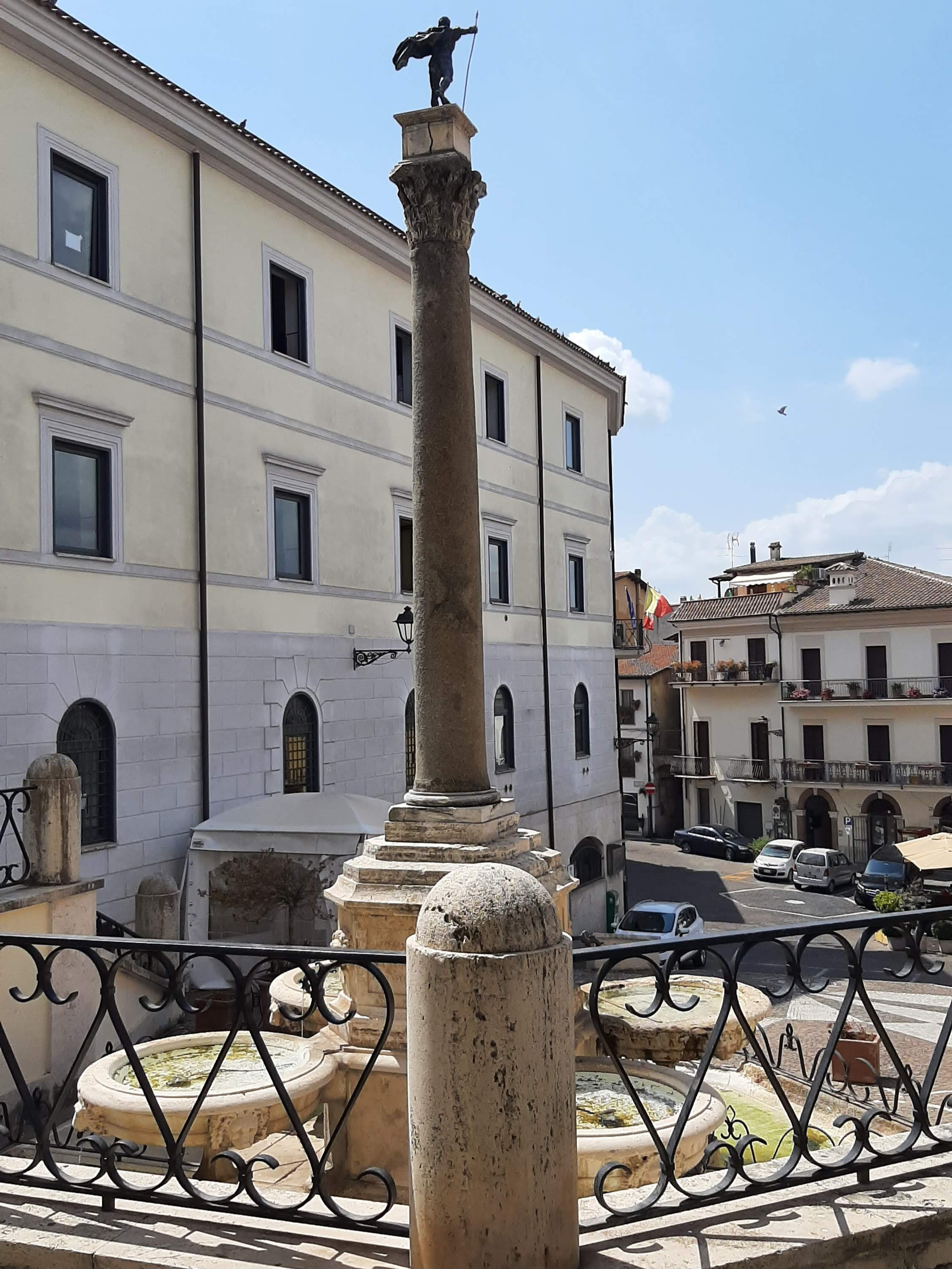
Fontana del Colle

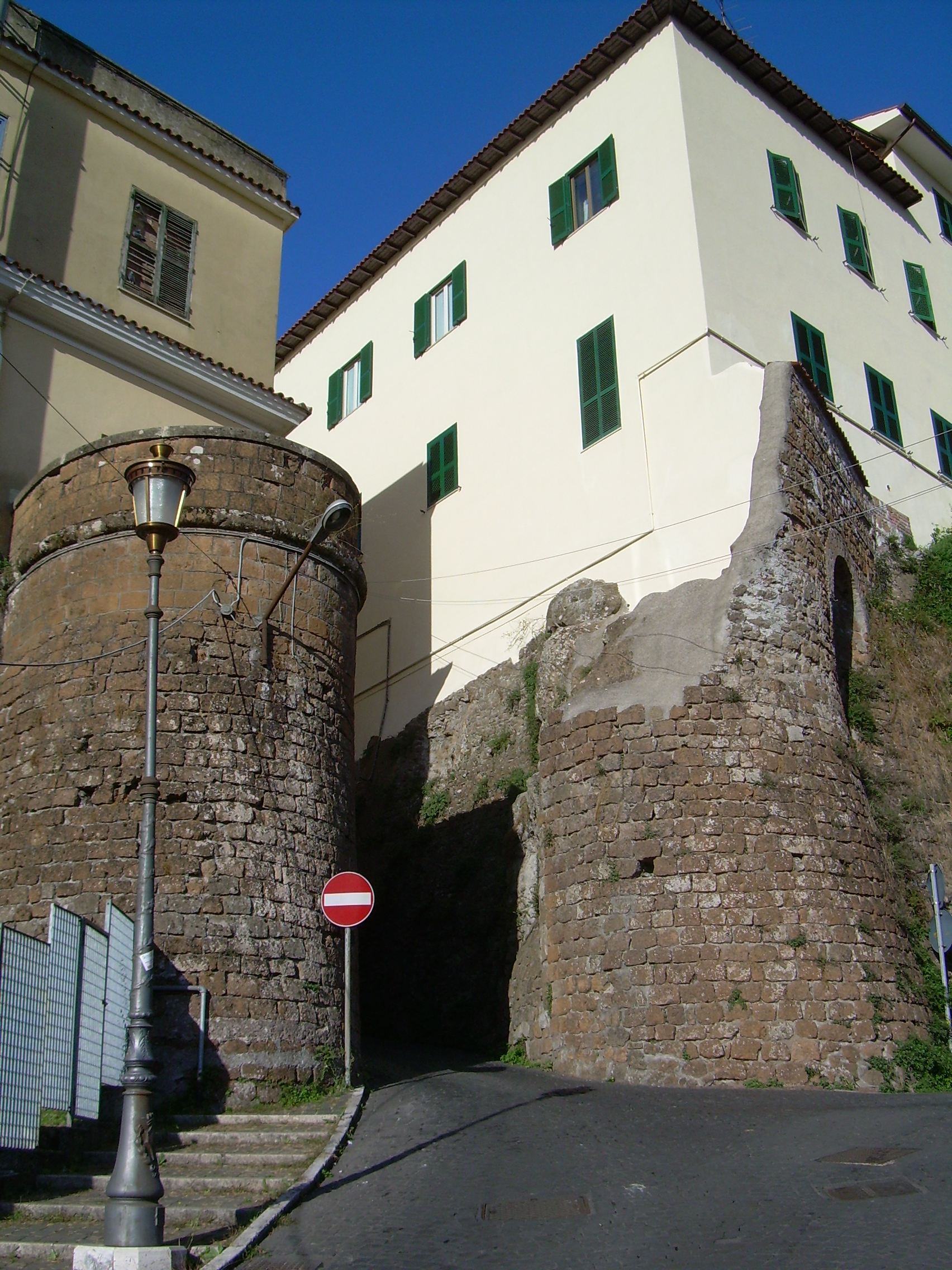
Resti di Porta Napoletana.

Questa fontana fu eretta in stile barocco, come parte del progetto di espansione urbana di Camillo Pamphilj. Formata da un piedistallo che sostiene quattro vasche circolari, una per angolo, decorate con teste di leone. Sul piedistallo si erge poi una colonna sul cui capitello troneggia una statua in bronzo del Labicano, il guerriero romano simbolo di Valmontone dal XIX secolo. La fontana fu quasi completamente distrutta dai bombardamenti della seconda guerra mondiale, eccezion fatta per una delle vasche e il piedistallo: il monumento fu restaurato e ricostruito 1968. La colonna attuale, di epoca imperiale, è un regalo della città di Roma.

#### Porte delle mura
Prima della guerra a Valmontone erano presenti almeno tre porte murarie, ma una di esse, Porta Romana, in stile rinascimentale, fu completamente rasa al suolo e di lei rimane solo il toponimo della via. Le altre due sono Porta Napoletana e Porta Nuova: la prima era una massiccia porta medievale fortificata, con due solidi torrioni merlati sui lati, parzialmente visibili ancora oggi. L'altra fu eretta all'inizio della Via Nuova per volere di Camillo Pamphilj, in stile barocco, come porta per la strada che conduceva alla piazza sulla cima della collina, sul fianco di Palazzo Doria: di questa rimane solo parte della struttura e uno dei cardini.

### Altro
Il parco a tema MagicLand, aperto nel 2011.

## Società

### Evoluzione demografica
Abitanti censiti

### Etnie e minoranze straniere
Secondo i dati ISTAT al 31 dicembre 2015 la popolazione straniera residente era di 1 969 persone. Le nazionalità più rappresentate erano:
- Romania: 1 293
- Albania: 86
- Marocco: 81
- Macedonia: 68
- Egitto: 39
- Polonia: 32
- Cina: 30
- Bulgaria: 27
- Kosovo: 23
- Bangladesh: 23

### Religione
A Valmontone sono presenti tre parrocchie, dipendenti dalla sede suburbicaria di Velletri-Segni.
In città è presente anche la Sala del Regno del movimento religioso cristiano dei Testimoni di Geova; inoltre, la Chiesa di Santo Stefano è adibita da diversi anni a rito cristiano-ortodosso.

## Cultura

### Istruzione

#### Musei
Il Museo di Palazzo Doria-Pamphilj è situato al piano terra del Palazzo Doria-Pamphilij; dislocato in quattro sale, offre un'introduzione ai diversi siti archeologici presenti intorno Valmontone e argomenti ad essi correlati, attraverso i reperti, plastici e altri media.

### Cinema
Valmontone è stato, suo malgrado, un ideale set cinematografico per i film di guerra, negli anni '60 del Novecento, visto l'aspetto diruto che vi si poteva ancora trovare.
Tra i film ivi girati si possono citare sicuramente:
- Il federale, diretto da Luciano Salce nel 1961, con Ugo Tognazzi e Stefania Sandrelli: alcune scene sono state girate nei pressi del piccolo quartiere di San Francesco a Valmontone, dietro la chiesa di Santo Stefano, nei pressi dell'attuale Piazza del Paradiso. Si possono notare le rovine della ormai scomparsa chiesa di San Francesco, della quale si vede la parete con l'altare.
- Il colonnello Von Ryan, diretto da Mark Robson nel 1965, con Frank Sinatra ed una giovane Raffaella Carrà: viene usata la stazione di Valmontone come location per una scena.

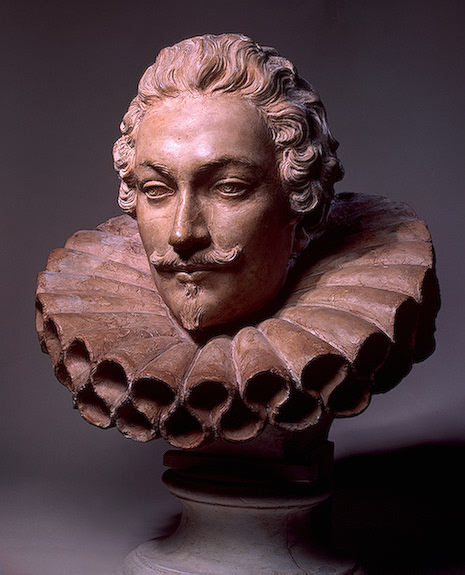
Alessandro Algardi, busto di Camillo Francesco Maria Pamphili, 1647 circa, custodito all'Ermitage, San Pietroburgo

## Infrastrutture e trasporti

### Strade
- A1 del Sole (Casello di Valmontone)
- SR6 Casilina
- SP600 Ariana
- SP55/a di Palestrina
- SP60/a Via Genazzano
- SP108/a della Selce
- SP12/a di Cave

### Ferrovie

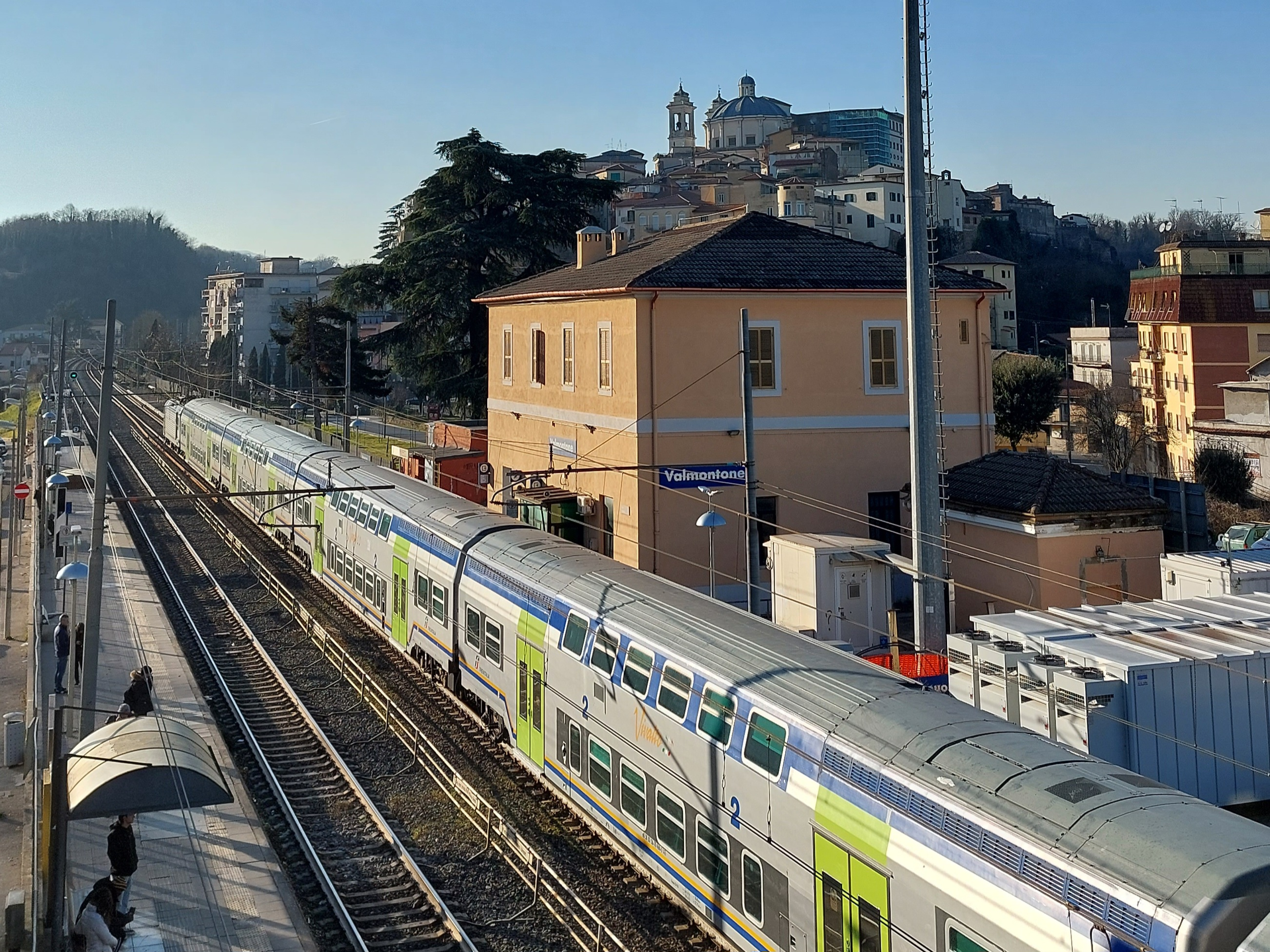
Stazione ferroviaria di Valmontone

La località è servita dalla stazione di Valmontone, posta sulla ferrovia Roma-Cassino-Napoli, in passato era servita anche dalla stazione di Artena-Valmontone, ubicata sulla linea Velletri-Segni.
Il territorio comunale è attraversato dalla linea ad alta velocità Roma-Napoli

### Mobilità urbana
I trasporti urbani vengono svolti con autoservizi di linea gestiti della società Cerci Srl, i collegamenti interurbani sono gestiti da COTRAL, che effettua corse quotidiane con Roma e le altre città della provincia.

## Amministrazione

Gonfalone Comunale

| Periodo          | Periodo          | Primo cittadino   | Partito       | Carica  | Note |
| ---------------- | ---------------- | ----------------- | ------------- | ------- | ---- |
| 21 novembre 1993 | 19 novembre 1995 | Valerio Cannone   | Lista civica  | Sindaco |      |
| 19 novembre 1995 | 16 novembre 1997 | Massimo Pilozzi   | L'Ulivo       | Sindaco |      |
| 16 novembre 1997 | 26 maggio 2002   | Angelo Miele      | Lista civica  | Sindaco |      |
| 26 maggio 2002   | 27 maggio 2007   | Angelo Miele      | Lista civica  | Sindaco |      |
| 27 maggio 2007   | 15 maggio 2011   | Angelo Angelucci  | Lista civica  | Sindaco |      |
| 15 maggio 2011   | 26 maggio 2013   | Egidio Calvano    | Lista civica  | Sindaco |      |
| 26 maggio 2013   | 15 maggio 2023   | Alberto Latini    | Lista civica  | Sindaco |      |
| 15 maggio 2023   | in carica        | Veronica Bernabei | Liste civiche | Sindaco |      |

### Gemellaggi
- Benifaió, dal 1987
- Ovindoli, dal 1987[29]
- Weiler-Simmerberg, dal 2005
- Tursi, dal 2005
- Fagnano Alto, dal 2009
- Goychay

## Sport

### Atletica leggera
- Atletica Valmontone.[30]
- Podisti Valmontone.[30]
- Ludus Atletica Valmontone.[30]

### Calcio
La principale squadra di calcio della città è la S.S.D. Valmontone 1921 che milita nel girone A laziale di Serie D. È nata nel 1921. La Women Valmontone 1921 partecipa al campionato femminile laziale di Eccellenza dal 2022.

### Pallacanestro
- Special Days Virtus Valmontone che nel 2015-2016 milita nel campionato maschile di Serie B.[31]
- Olimpia Valmontone Basket che nel 2019-2020 milita nel campionato maschile di Promozione.[32]

### Impianti sportivi
A Valmontone è presente lo Stadio dei Gelsi, sito sulla via Casilina. Le partite di calcio si svolgono presso il Campo Comunale Rossi-Nardecchia in Via della Pace. La squadra di basket si allena e gioca il campionato nella tensostruttura di via Gramsci.